# Ministrymon una
Espèce
Ministrymon una est une espèce d'insectes lépidoptères (papillons) qui appartient à la famille des Lycaenidae, à la sous-famille des Theclinae et au genre Ministrymon.

## Dénomination
Ministrymon una a été décrit par William Chapman Hewitson en 1873, sous le nom initial de Thecla una.
Synonyme: 'Thecla lenis Capronnier, 1874; Thecla scopas Godman & Salvin, [1887]; Thecla furcifer Druce, 1907; Ministrymon androgenus Bálint, Johnson & Austin, [1999]; Ministrymon borkini Bálint, Johnson & Austin, [1999]; Ministrymon exorbaetus Bálint, Johnson & Austin, [1999]; Ministrymon oblongus Bálint, Johnson & Austin, [1999]; Ministrymon callicus Bálint, Johnson & Austin, [1999].

### Nom vernaculaire
Ministrymon una se nomme Pale Ministreak en anglais.

## Description
Ministrymon una est un petit papillon d'une envergure de 20 mm à 22 mm avec deux fines queues à chaque aile postérieure, une courte et une longue.
Le dessus des ailes antérieures est marron clair suffusé de bleu très clair alors que les ailes postérieures sont blanches avec une ligne submarginal de chevrons marron.
Le revers est blanc orné de taches beige finement cernées de marron.

## Écologie et distribution
Ministrymon una est présent  au Mexique, au Nicaragua, , au Venezuela, au Brésil, au Surinam, en Guyana et en Guyane,.

### Protection
Pas de statut de protection particulier.